# Kasteel Wijnandsrade

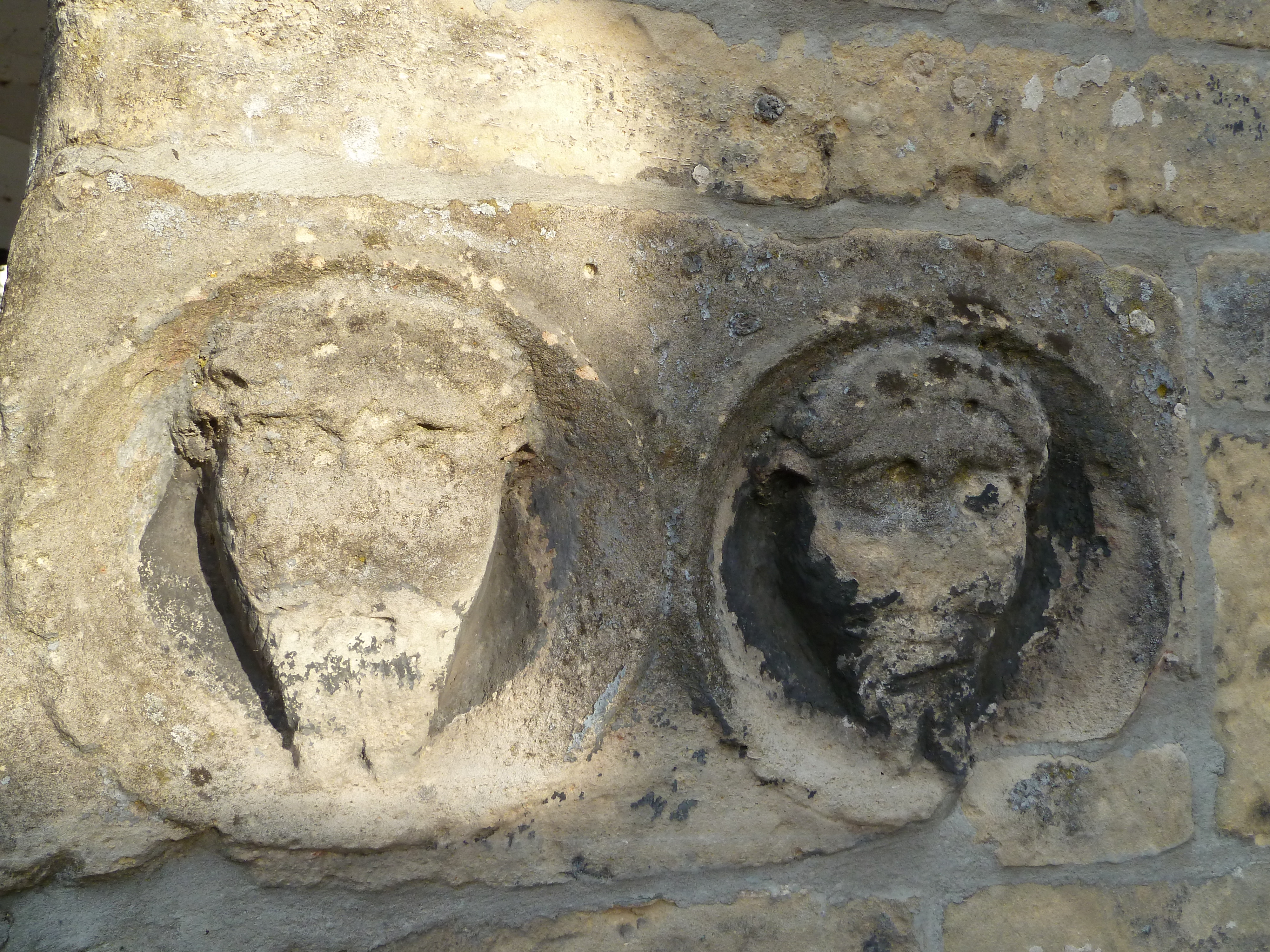
Gebeeldhouwde gezichten in binnenste poortgebouw

Kasteel Wijnandsrade is een kasteel gelegen in de kom van het gelijknamige dorp Wijnandsrade in de Limburgse gemeente Beekdaelen.
Het kasteel is sinds 1965 een rijksmonument. De linker- en rechtervleugel zijn aangewezen als twee aparte rijksmonumenten.

## Beschrijving
Het huidige kasteel is een gedeeltelijk omgracht gebouw bestaande uit drie vleugels om een binnenplaats. Het oudste deel is de westvleugel, een oorspronkelijke verdedigbaar huis in de jaren 1554 tot 1563 gebouwd door de gebroeders Wilhelm en Werner von dem Bongart. In deze vleugel bevindt zich de oorspronkelijke ridderzaal met een 16e-eeuwse schouw. De zuidelijke vleugel en de oostelijke vleugel werden in opdracht van baron Joseph Clemens von dem Bongart gebouwd tussen 1717 en 1719. Omstreeks 1726 werd de toegangspoort verhoogd en voorzien van een koepeltorentje met lantaarn en in 1775. Boven de toegangspoort midden in de zuidgevel is het baroniewapen van Von dem Bongart aangebracht.
Naast het kasteel ligt een kasteelhoeve, de vroegere borchhof, bestaande uit drie vleugels rond een grote binnenplaats. De kasteelhoeve is jarenlang in gebruik geweest als proefboerderij voor de lössgronden, maar wordt sinds 2006 verhuurd aan verschillende bedrijven.
Achter het kasteel ligt de motte Wijnandsrade omgeven door de kasteelgracht. Op deze kunstmatige heuvel heeft het oorspronkelijke slot gestaan, waarschijnlijk een weertoren. Deze is opgericht in de 13e eeuw, maar moest worden verlaten toen haar verdedigingsfunctie door de uitvinding van het buskruit verloren was gegaan. Er zijn geen resten van deze bebouwing bewaard gebleven, maar de motte staat onder monumentale bescherming.

## Geschiedenis

### Vroege geschiedenis en naamgeving
De burcht van Wijnandsrade wordt voor het eerst vermeld in de 12e eeuw. De oudste burcht was een verdedigingsbouwwerk, waarschijnlijk een donjon, boven op een motteheuvel. Deze donjon was waarschijnlijk opgericht door Godfried II, zoon van Godfried I, heer van Schinnen en tevens de eerste heer van Rode-Wijnandsrade. De naam "Rode" is ontleend aan het gerooide en ontgonnen gebied, waarvan de gronden in cultuur werden gebracht. Sindsdien zijn deze lössgronden onafgebroken voor de landbouw in gebruik geweest. Een dochter van Winand II Godfriedszoon van Rode Elysabeth huwde met Johann van Maschereel Van Schoonvorst Kasteel Schonau te Richterich en droeg ook het wapen van Schonrode. Johann was een nakomeling van Heineman (Hendrik) van Haasdal (Schimmert) zoon van Goswinus. De ridders Maschereel van Rode wisten zich op het slagveld te onderscheiden en mede door huwelijken en vererving steeg het geslacht in aanzien. Diverse nakomelingen van Godfried van Rode hadden de voornaam Wijnand en na Johan, Jan van Rodes zoon Wijnand Maschereel van Rode, vanaf 1397 heer van Wijnandsrade. Ter onderscheiding van andere gebieden die "Rode" of "Rade" heetten, noemde men deze heerlijkheid aanvankelijk Herwinandsrode, later werd dit Wijnandsrade.
In de zestiende eeuw kwam een einde aan de dynastie Maschereel van Schonforst te Rode, toen in 1516 de erfdochter van Winand IV Maschereel, Maria, in het huwelijk trad met Willem van den Bongard, De familie van de Bongart woonde op het kasteel Haus Heide te Kohlscheid aan de beek de Amstel aangrenzend aan Kerkrade en anderzijds aan Richterich waar Johann Macharel te kasteel Schonau woonde.Zij waren van een oud Rijnlands geslacht met bezittingen in Paffendorf en Bergerhausen (Essen). Zij waren een ministeriaal geschlacht ten dienste van de Hertog/Graaf van Gullik en zetelden op Burg Wilhelmstein aan de overzijde van de Wurm. Hij was tevens later erfkamerheer van de hertogen van Gulik en ambtman van Düren en Nörvenich. Zijn schoonvader Wijnand IV Maschereel droeg in 1531 de heerschappij van de heerlijkheid aan hem over in ruil voor een jaarwedde. Daarmee kwam het kasteel en de heerlijkheid in handen van de familie Van den Bongard, die ook het nabij kasteel De Bongard in Bocholtz bezat.

### Periode Von dem Bongart
De zoons van Wilhelm von dem Bongart, Wilhelm en Werner, werden gezamenlijk eigenaar, maar na deling, waarbij Wilhelm Heer van Heijden werd, verwierf als Werner I de heerschappij over Wijnandsrade. Hij verliet de motte en bouwde een kasteel aan de voet daarvan. De bouw, die in 1554 aanving duurde tot 1563. Hiervan is bewaard gebleven de westvleugel van het huidige kasteel.
Zijn zoon Werner II, gehuwd met Anna Catharina van Vlodrop, kreeg de titel Freiherr (baron) en het ging hem zeer voorspoedig, mede omdat hij de Luxemburgse bezittingen zoals Moerstorf, Veltz (Larochette) en Beffort (Beaufort), erfde van een oom van zijn vrouw, Balthasar van Vlodrop. Ook verwierven zij Terblijt en Rijckholt in deze regio. Zijn zoon, Wilhelm II von dem Bongart, sneuvelde op 17 september 1631 in krijgsdienst tijdens de Dertigjarige oorlog op het slagveld van Leipzig. Zijn graf met fraai monument bevindt zich in het koor van de naastgelegen parochiekerk. Een minder fraai standbeeld staat op de binnenplaats van het kasteel bij de opgang naar de motte.
Het kasteel werd rond 1775 aanmerkelijk verfraaid. Onder meer werden er een buitendeur in Louis XV-stijl en schilderingen in het trappenhuis aangebracht. Ook werden er tuinen naar de Franse mode aangelegd en een lange allee met linden, die in het landschap het vrijheerlijke wapen Von Bongart uitbeeldde.
In 1794 kwam een einde aan de Heerlijkheid Wijnandsrade door de komst van de Fransen. De familie Von Bongart bleef weliswaar in het bezit van kasteel en pachthoeven, maar het bestuur van het gebied werd overgenomen door het Franse bestuur, dat de Commune Wijnandsraede instelde. In deze periode waren er tegenstellingen in het dorp, waarbij het kasteel zelfs met brandstichting werd bedreigd.
Na de Franse tijd werd het grondgebied van de vroegere heerlijkheid ondergebracht in de gemeente Wijnandsrade. De familie Von dem Bongart verbleef meestal op het slot te Paffendorf. Een rentmeester behartigde alhier hun zaken.

### Jezuïeten en wonder
In 1872 stelden baron Ludwig en baronesse Melanie het kasteel ter beschikking aan de Duitse Jezuïetenorde, die door de keizer uit Pruisen verjaagd was vanwege de Kulturkampf, een periode van conflict tussen de Duitse regering en de Rooms-Katholieke Kerk die leidde tot een zoektocht naar veiligere toevluchtsoorden in naburige landen. 
De paters vestigden hier een seminarie, dat al spoedig een centrum werd van geloof en wetenschap. Toen zij aankwamen waren zij met een klein aantal, maar dit groeide uit tot meer dan 80 paters en fraters. 
Hun overste pater Wilhelm Eberschweiler SJ stierf in 1921 in roep van heiligheid en sinds 1952 wordt er in Rome een zaligverklaringsproces gevoerd. Een andere bekende pater was Erich Wasmann SJ, die bekendstaat als de "Mierenpater", die een wereldberoemde verzameling mieren aanlegde die zich thans bevindt in het Natuurhistorisch Museum te Maastricht. De paters vertrokken uit Wijnandsrade in 1910.
Tijdens het verblijf van de Jezuïeten zou een wonder hebben plaatsgevonden. Een zieke frater was helemaal verlamd, kon niet meer praten en verloor constant zijn bewustzijn. Hij moest door andere paters en fraters worden ondersteund om zich te verplaatsen. Diverse doktoren wilden schoktherapie gebruiken. Echter was er een pater zo vriendelijk geweest om water uit Lourdes mee te nemen. Nadat de frater zich hiermee liet wassen en er van dronk, kon hij opeens weer lopen en praten. Dit werd als een wonder gezien. De overste opperste ervoor om een lourdesgrot in Wijnandsrade te plaatsen, als dank aan Maria omdat zij de zieke frater zou hebben geholpen.

### Recente bewoners en eigenaren
De laatste Baron von dem Bongart, Ludwig, stierf kinderloos en vermaakte alle bezittingen aan de neef van zijn echtgenote Melanie, Pius Wilderich Graf von Walderdorf, die na toestemming van de Oostenrijkse keizer Franz Joseph I de titel Freiherr von Bongart mocht gaan voeren. Pius verkocht het kasteel en de overige bezittingen in Wijnandsrade echter in 1916 aan de Heerlense bankier Hubert Jozef Dupont (1880-1964), waardoor een definitief einde kwam aan de periode Von dem Bongart.
Vrijwel onmiddellijk verkocht Dupont het kasteel aan de pachter van de kasteelhoeve, Theodor Joseph Hubert Opfergelt (1854-1931), die van 1905-1929 burgemeester van Wijnandsrade was. Hij werd als burgemeester opgevolgd door zijn zoon Godfried Opfergelt (1888-1977), die ook op de kasteelhoeve bleef wonen en in functie bleef tot 1953. In 1928 werd het kasteel verkocht aan de paters Minderbroeders Conventuelen, die er een College "Christus Koning" vestigden, waar seminaristen werden opgeleid. De kasteelhoeve met 58 ha landbouwgrond werd in 1959 verpacht aan de Stichting Proefboerderij Wijnandsrade, die ook later eigenaresse werd. Een ingrijpende restauratie in het begin van de jaren 80 maakte de hoeve geschikt als representatief centrum van de akkerbouw op de lössgronden.
In 1967 werd het kasteel eigendom en onderkomen van het ingenieursbureau Royal Haskoning. Angezien het gedeeltelijk leeg bleef staan, was verval onontkoombaar. De huidige eigenaar is sinds 1990 de Stichting tot Behoud van Kasteel Wijnandsrade en deze is in 1992 met een ingrijpende restauratie begonnen. De ridderzaal wordt tegenwoordig onder meer gebruikt als trouwzaal. In het kasteel zijn appartementen ingericht, die door particulieren bewoond worden. Ook zijn er ruimten als kantoren en vergaderzaal in gebruik. Sommige gedeelten zijn voor het publiek toegankelijk. In de zomer wordt reeds 35 jaar in kasteel en kasteelhoeve het Cultuur- en Folklorefestival georganiseerd, dat bezoekers uit binnen- en buitenland trekt. Vanaf 2006 is de Stichting tot Behoud van Kasteel Wijnandsrade ook eigenaresse van de kasteelhoeve, zodat het gehele gebouwencomplex weer in eigendom is verenigd.
Sinds 2008 wordt een vleugel van de kasteelhoeve gebruikt voor promotie, productie en groothandelsverkoop van Limburgse wijnen. Er is ook een proeflokaal en een terras, dat in de zomer druk bezocht wordt.

## Publicaties
Over de geschiedenis van het kasteel zijn diverse publicaties uitgebracht, onder andere:
- P.G. Peeters, Korte schets der geschiedenis van de Valkenburgsche Heerlijkheid Wijnandsrade, uit: Publications PSHAL, tomé XXIII (1886), pag. 362-440.
- Eppo Brongers, Geschiedenis van het Kasteel Wijnandsrade, 1994 en 2001 (2 drukken).
- Jack Jetten, Joseph Clemens Vrijheer von Bongart en zijn kasteel te Wijnandsrade, uit: Wijnandsrade de parel van Zuid-Limburg, pag. 25-47, Wijnandsrade, 2002.
- Jack Jetten, Hoog Bezoek op Kasteel Wijnandsrade, uit: Wijnandsrade Binnenste Buiten, pag. 275-316, Wijnandsrade, 2007
- Rick Storms, Kulturkampf: Hoe de Jezuiëten dankzij de kulturkampf terecht kwamen in Wijnandsrade en Limburg, pag. 13 - 15

## Afbeeldingen

buitenzijde kasteel
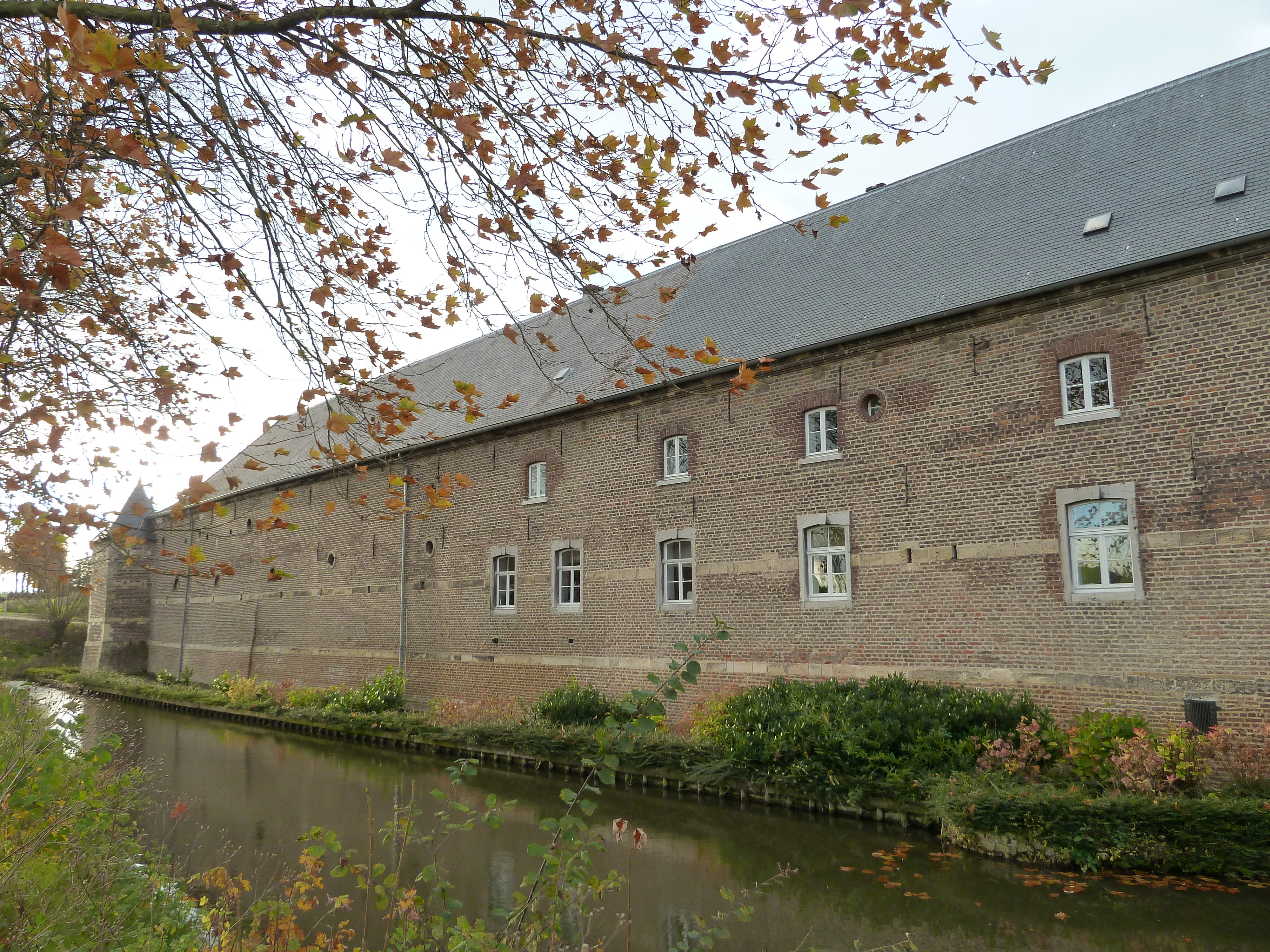
De zuidwestelijke vleugel
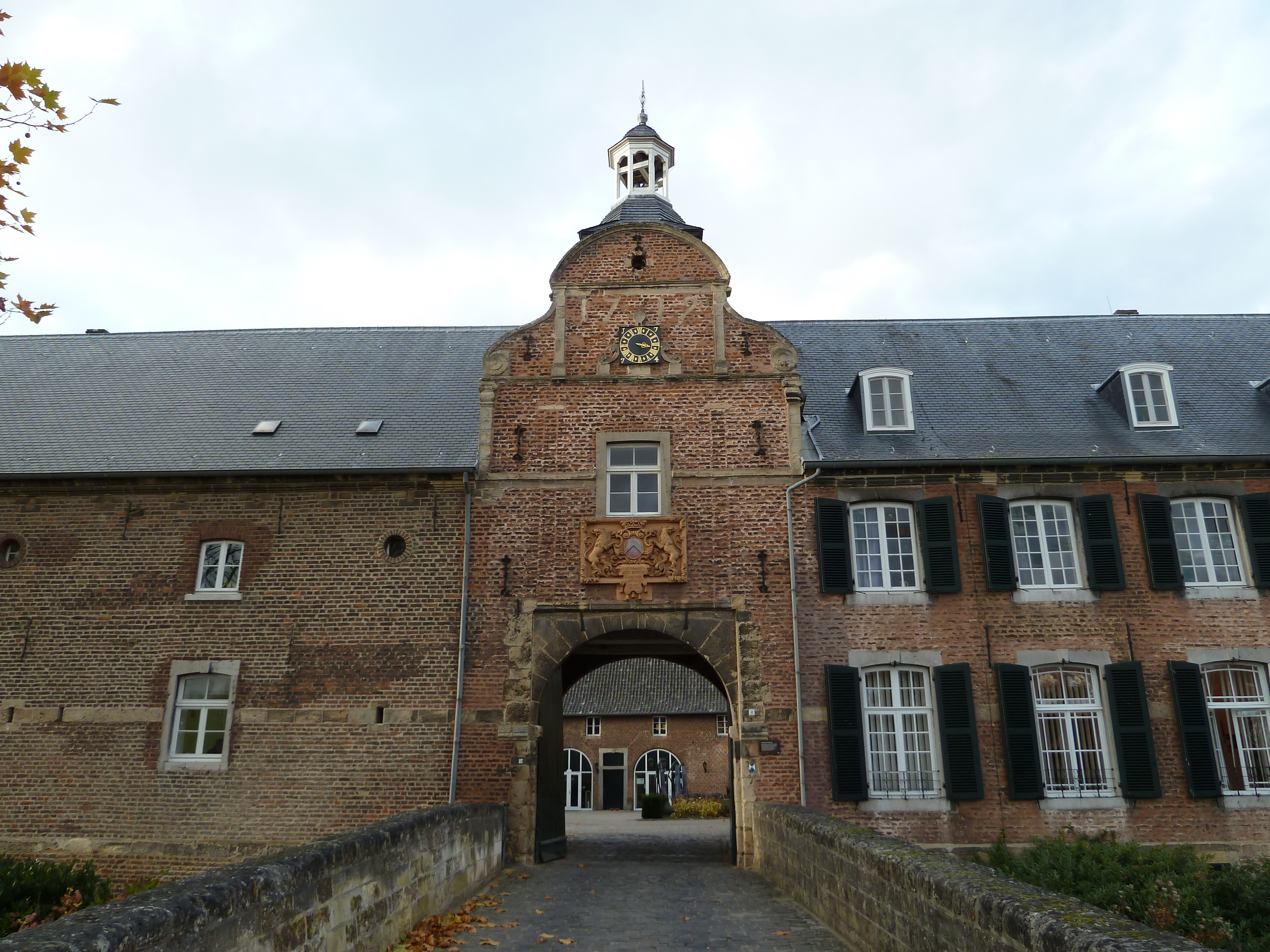
Poortgebouw
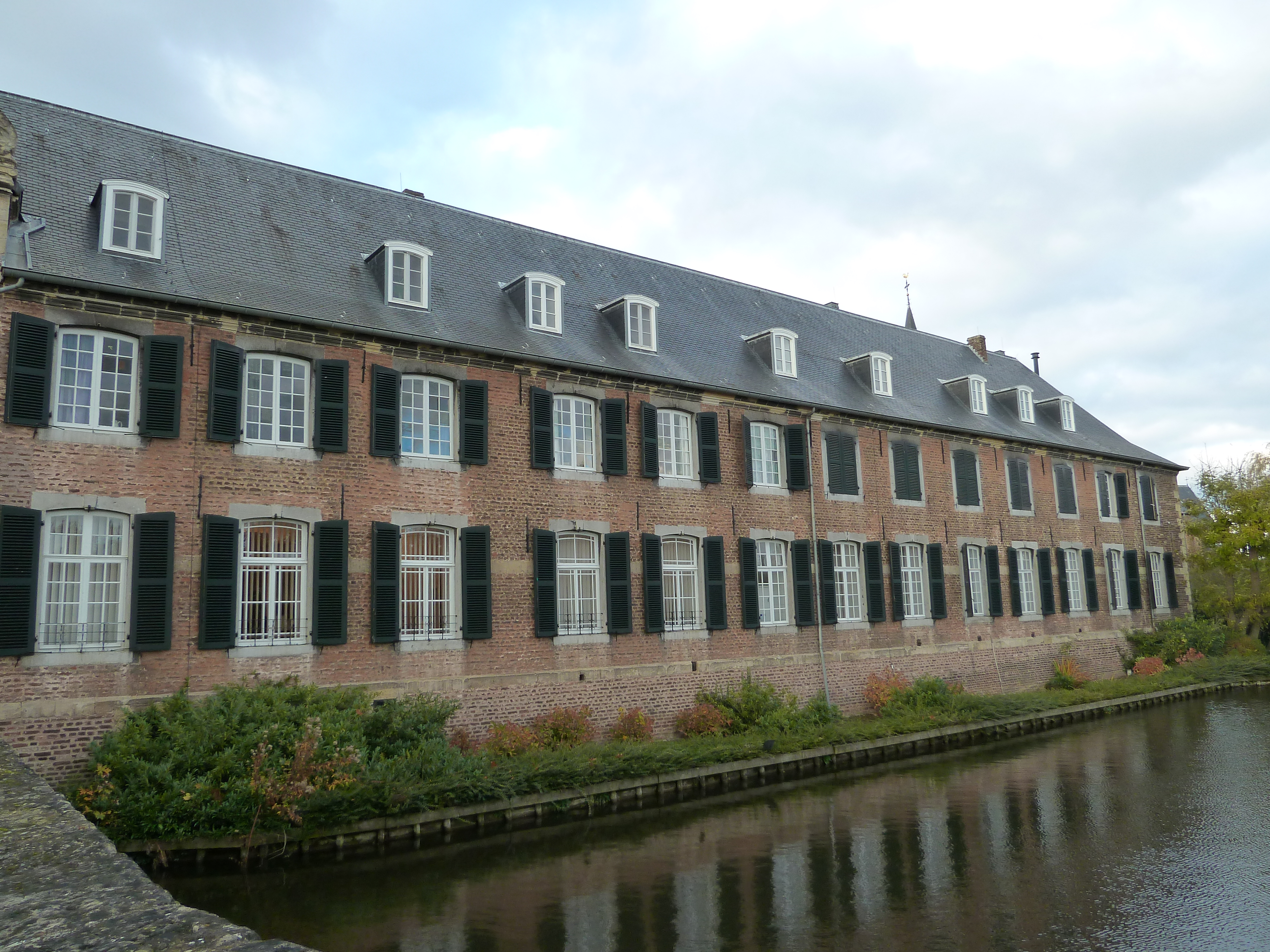
De zuidoostelijke vleugel
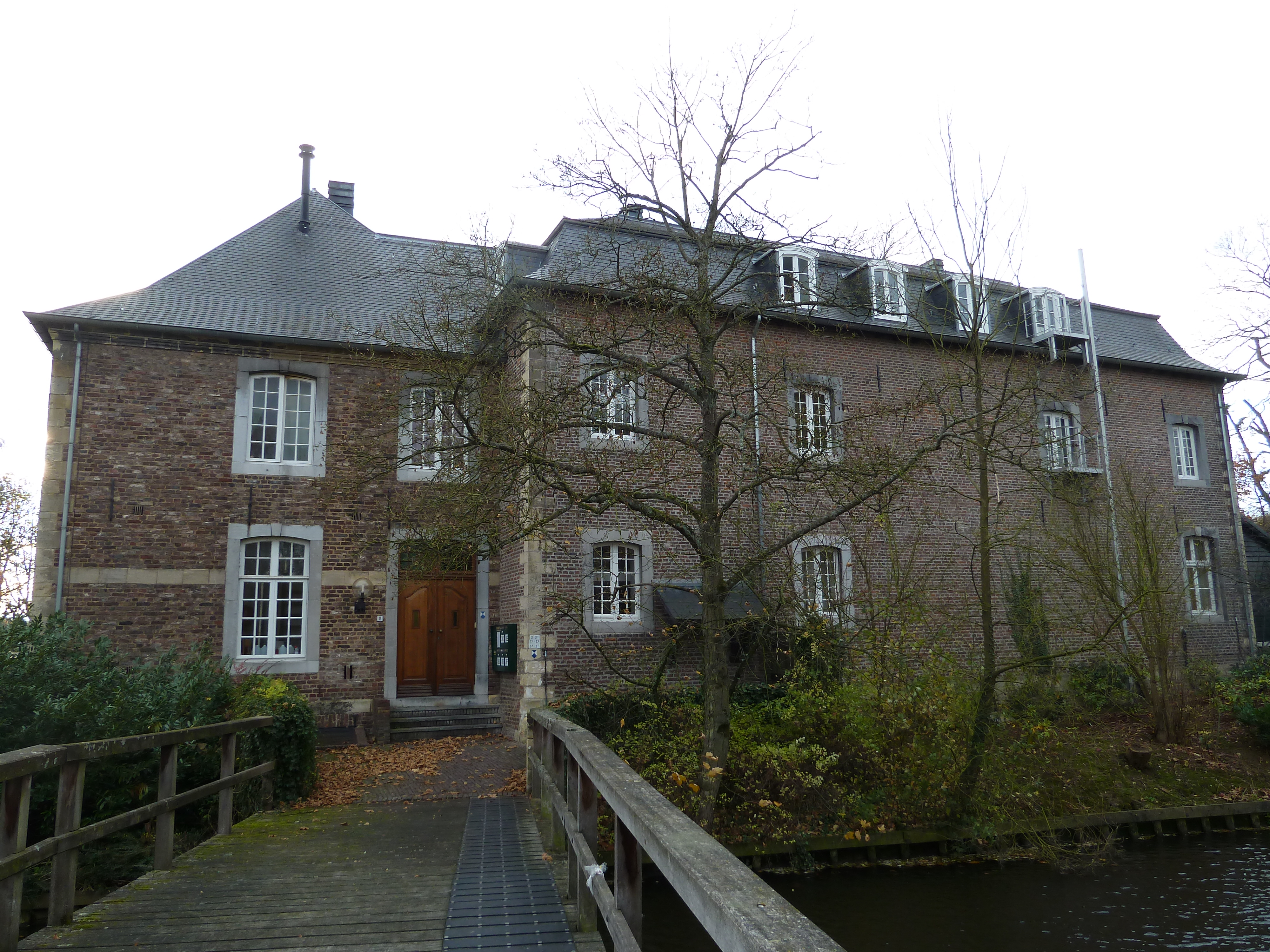
Oostgevel

eerste en tweede binnenplaats
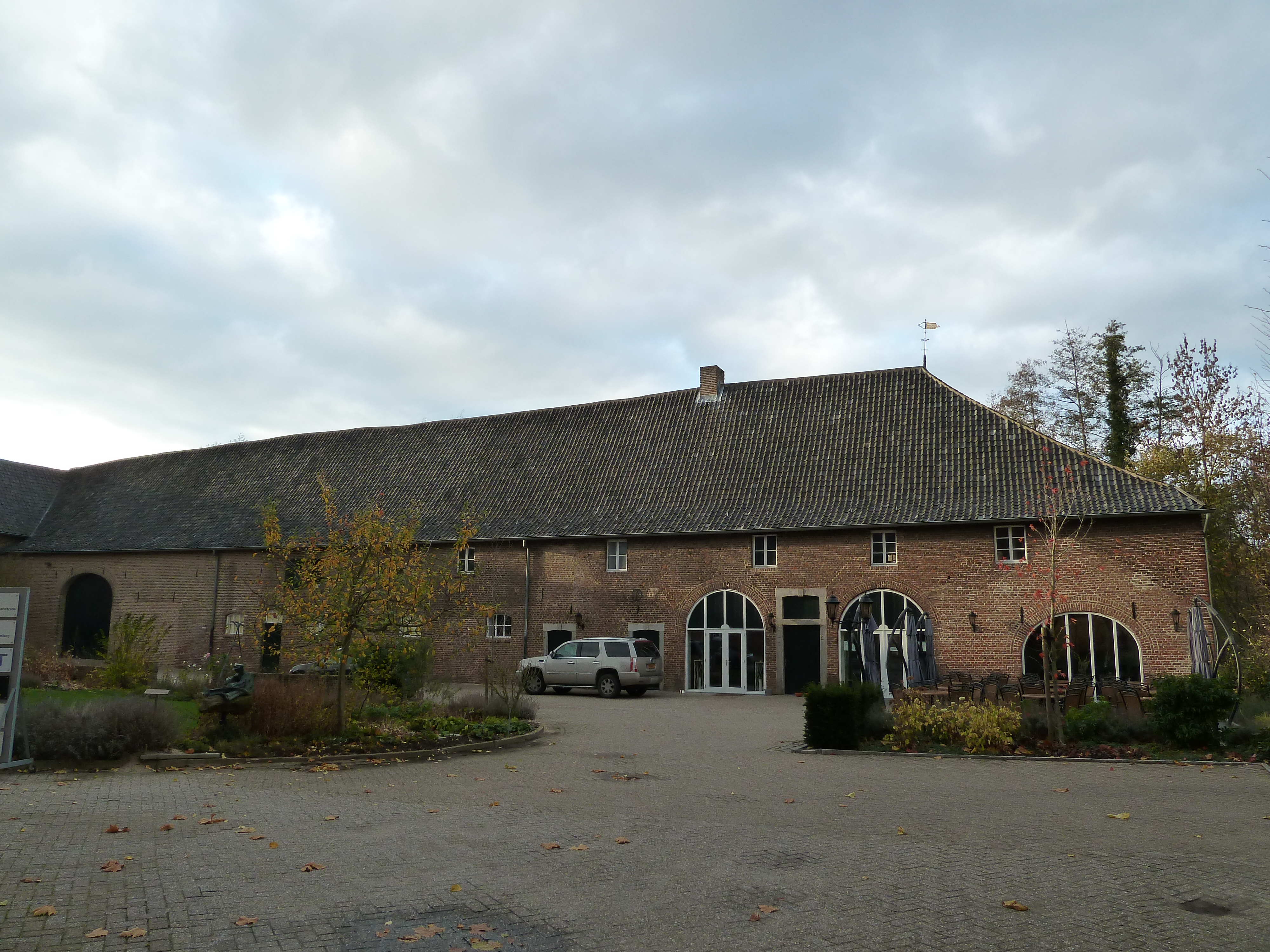
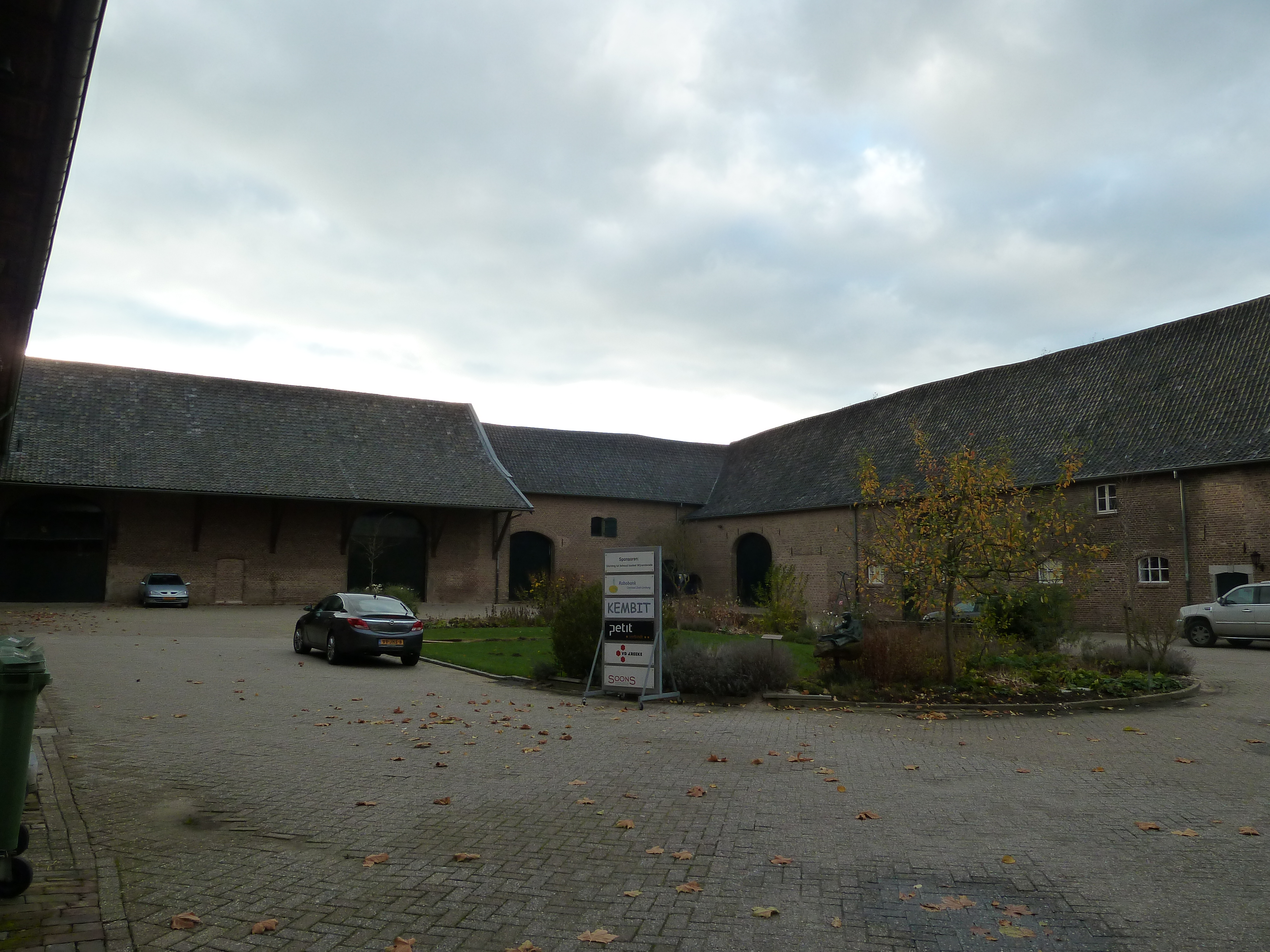
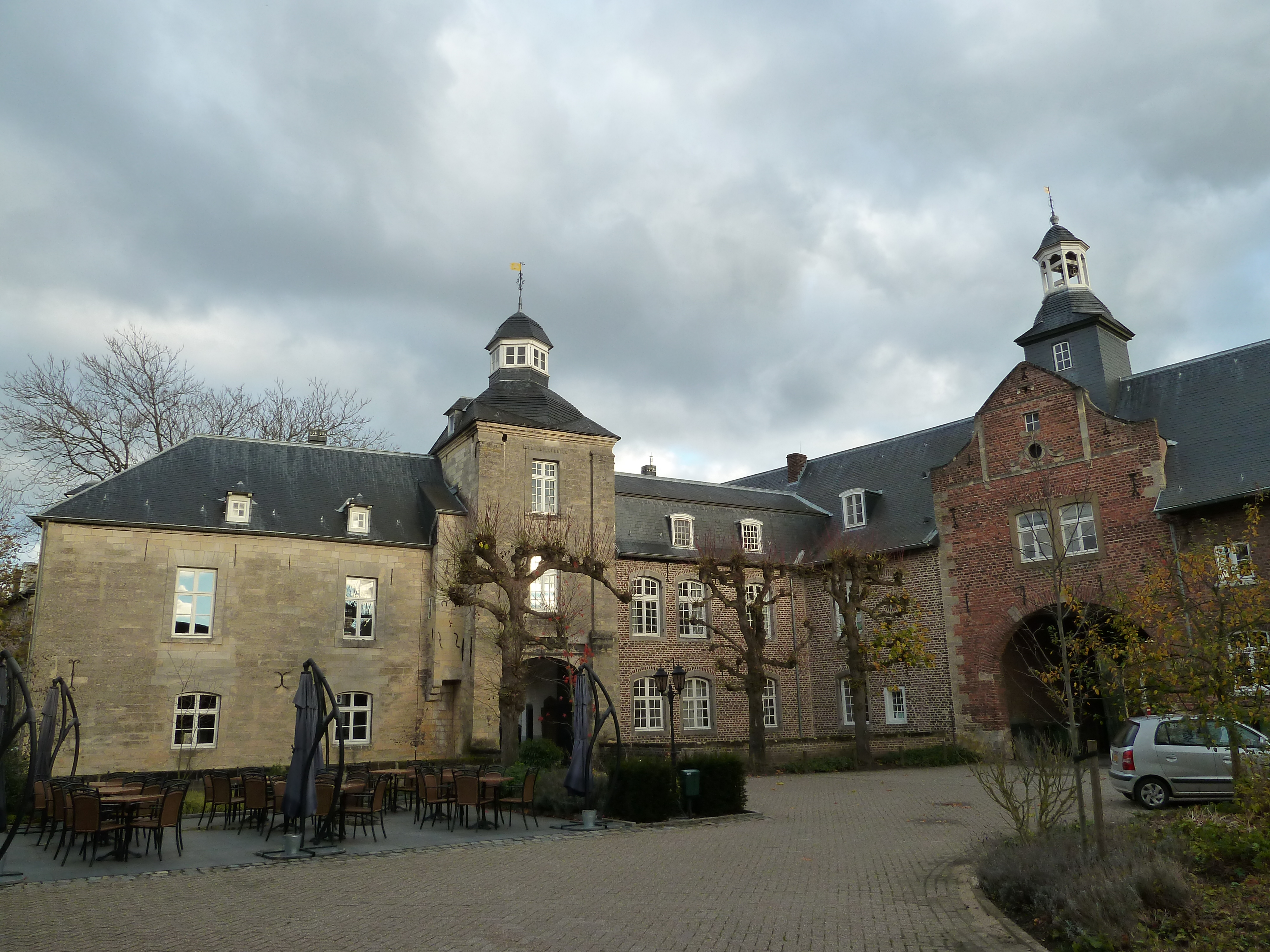
De beide poortgebouwen (rechts naar buiten, links naar 2e binnenplaats)
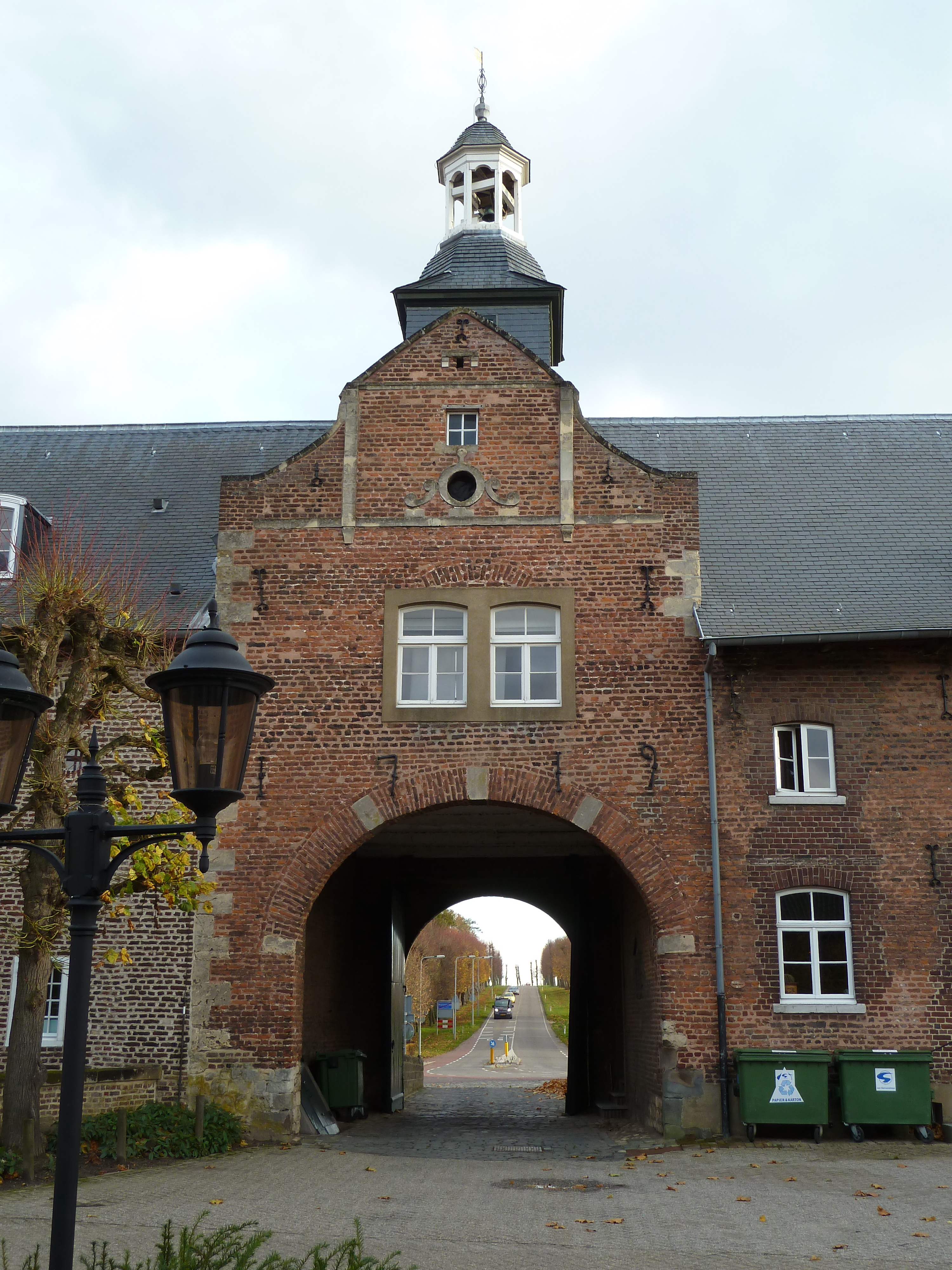
Poortgebouw naar buiten
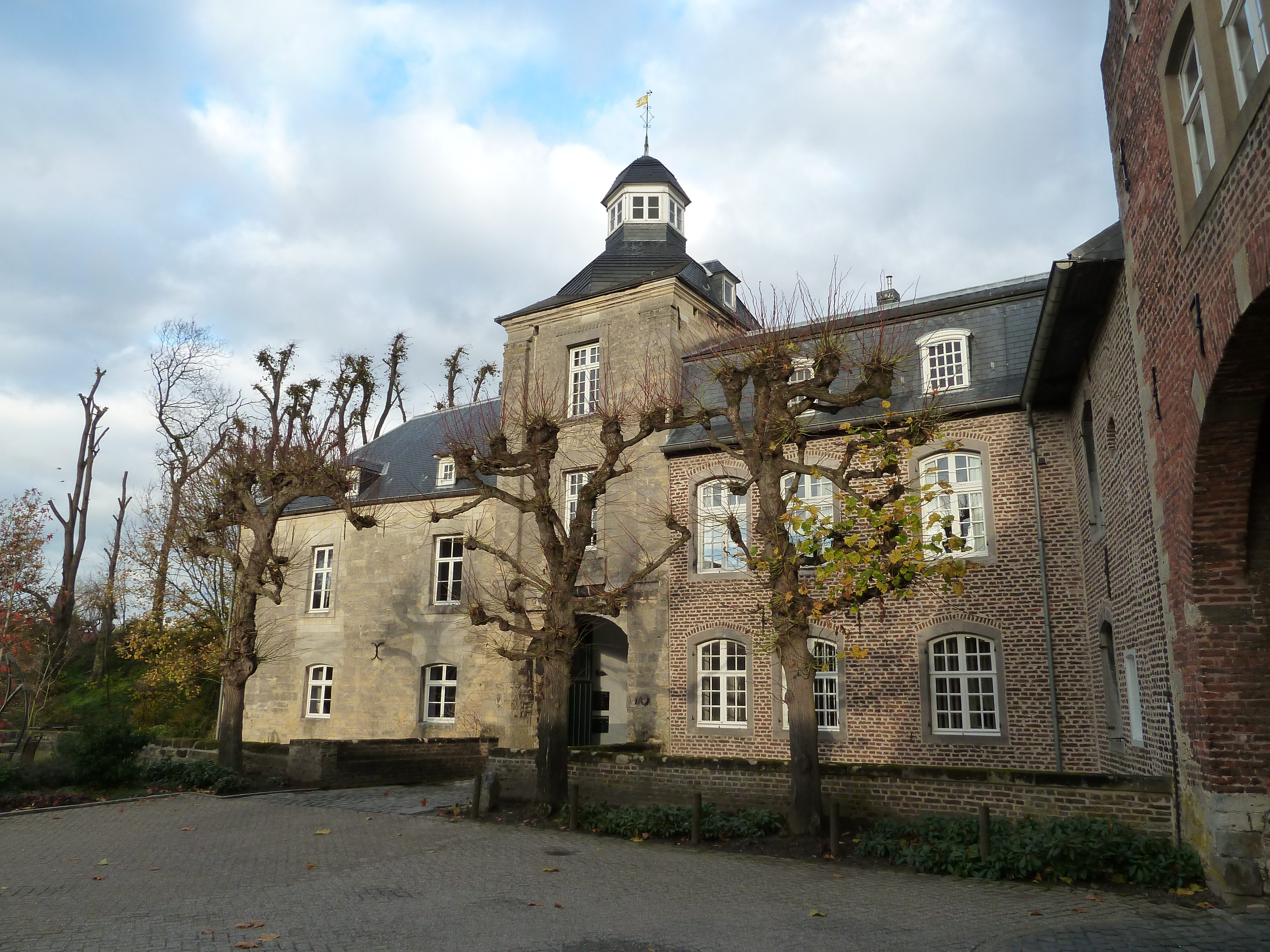
Poortgebouw naar tweede binnenplaats
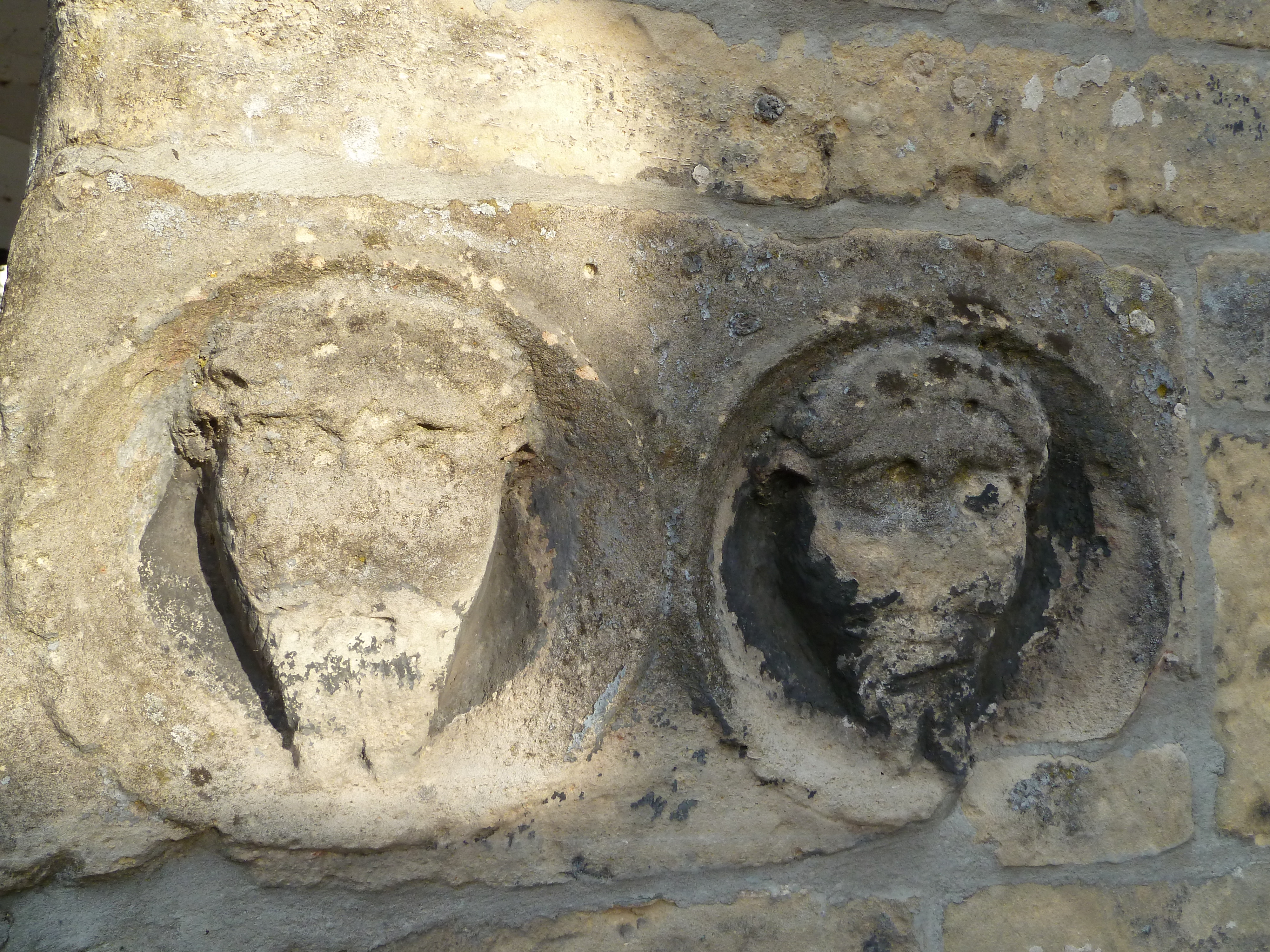
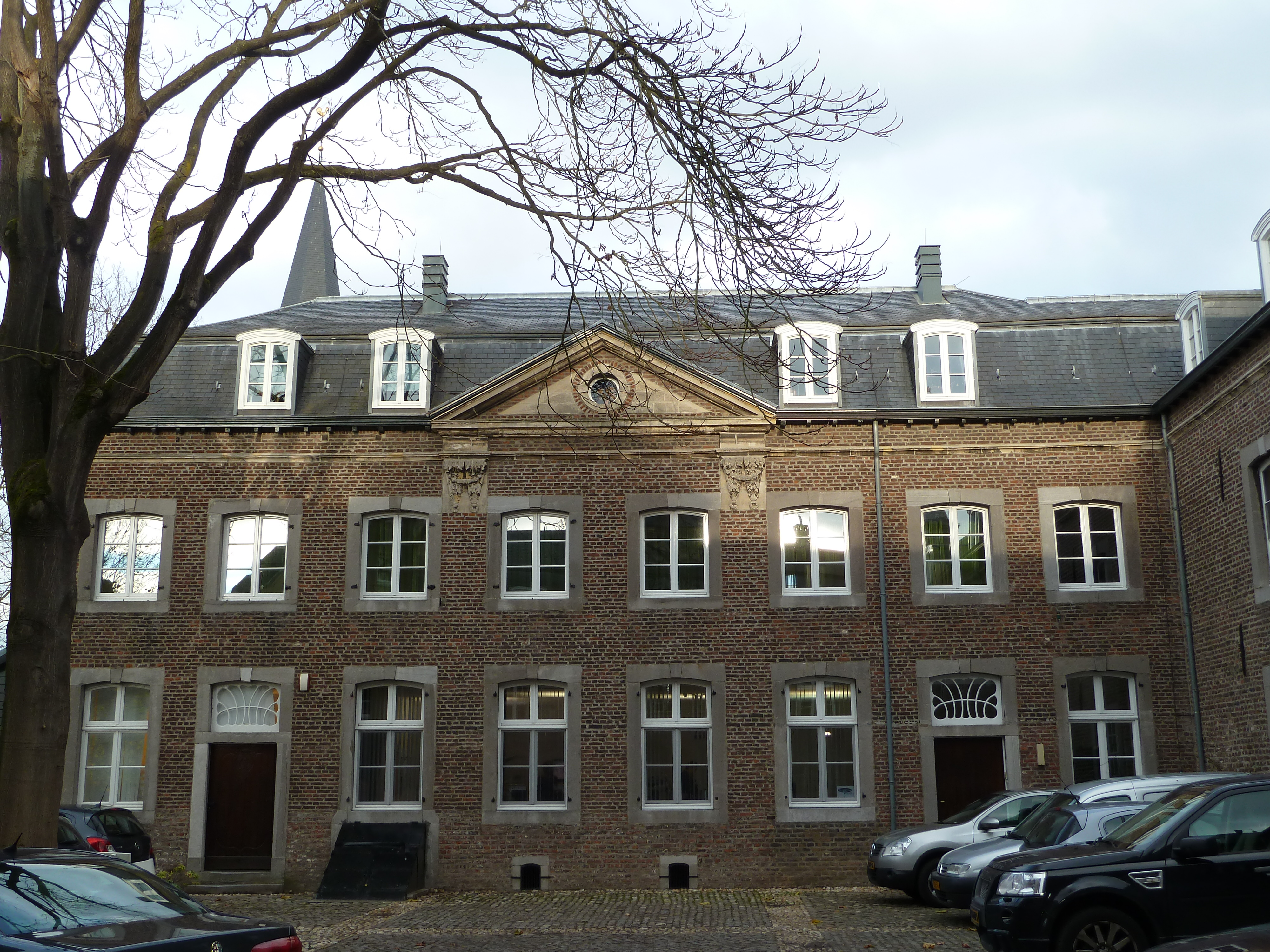
Tweede binnenplaats
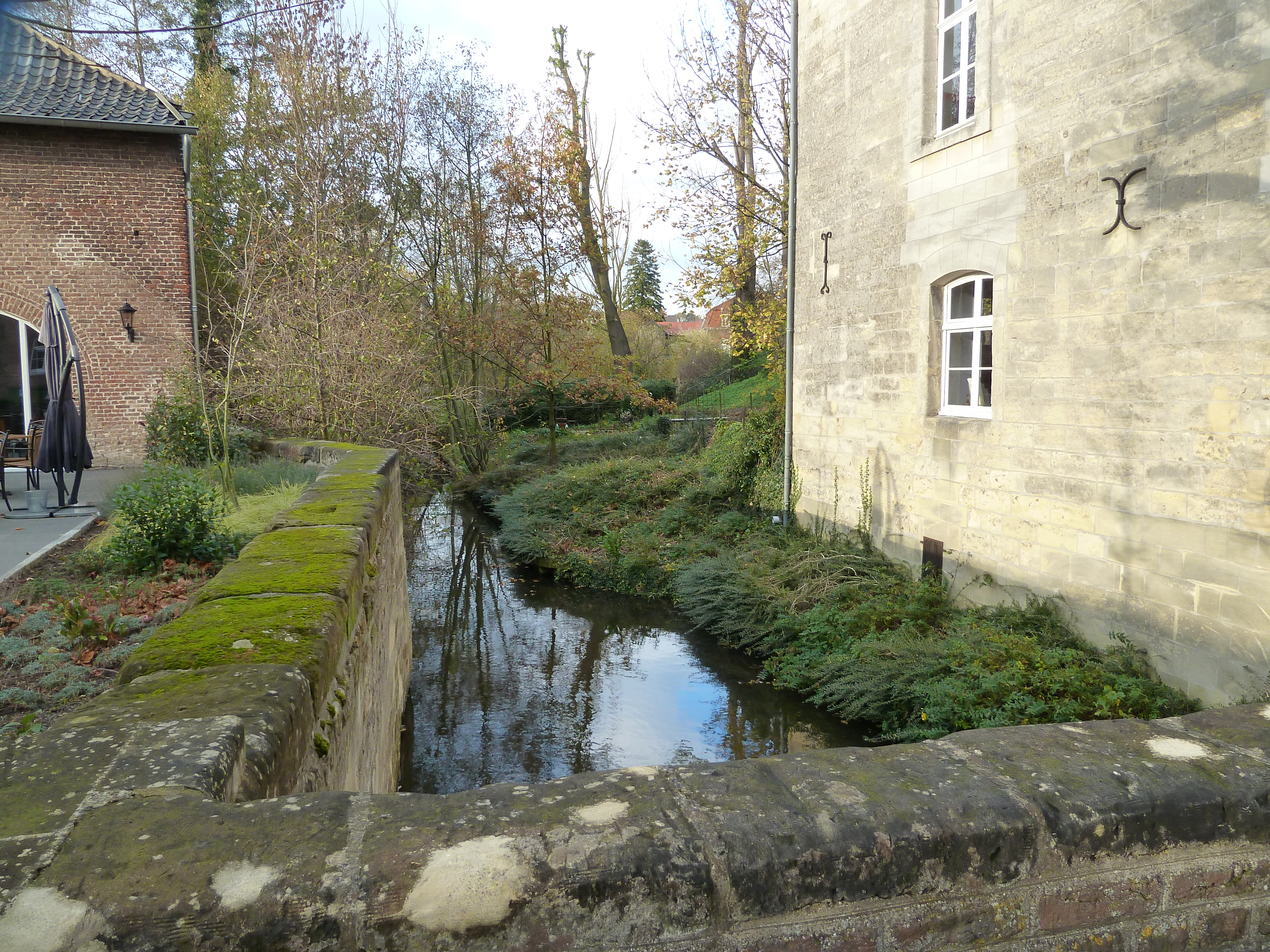
Slotgrachtje voor tweede poortgebouw